# THW-Schnelleinsatzgruppe
Eine THW-Schnelleinsatzgruppe (THW-SEG) ist eine Schnelleinsatzgruppe eines Ortsverbands des Technischen Hilfswerks.

## Geschichte
Seit den 1970er Jahren sind die THW-Ortsverbände nach Weisung der THW-Leitung gehalten, aus dem zur Verfügung stehenden Einsatzpotential (Einheiten/Teileinheiten) mindestens eine Schnelleinsatzgruppe (THW-SEG) zu bilden und damit sicherzustellen, dass nach einer Alarmierung durch einen Bedarfsträger (üblicherweise Feuerwehr oder Polizei) spätestens nach etwa 15 Minuten eine erste THW-Gruppe für Unterstützung in technischer Hilfe zur Verfügung steht.
1995 hat der Bundesminister des Innern mit Erlass des THW-Neukonzeptes ein neues, „modulares System“ für die Einheiten und Teileinheiten des THW eingeführt, um das THW als akzeptable Unterstützungsorganisation für die Gefahrenabwehr den dafür zuständigen Stellen zur Verfügung zu stellen.
Damit kann ein THW-Ortsverband (OV) einerseits schnell mit ersten Einsatzkräften Hilfe leisten und andererseits darüber hinaus Spezialausstattung und Verstärkungskräfte bei Bedarf überörtlich heranführen.

## Grundsätzliche Merkmale
- Taktische Bezeichnung: THW-SEG, Teileinheit des Technischen Zuges (Gruppe in einer besonderen Funktion [Zusatzfunktion])
- Stärke: -/1/5/6, d. h. 1 Gruppenführer, 5 Helfer mit Zusatzfunktionen
- Ausstattung: 1 Gerätekraftwagen, üblicherweise GKW I der 1. Bergungsgruppe
- Ausbildung: Gruppenführer und Helfer mit abgeschlossener Fachausbildung und Sonderausbildung in Rettung, Bergung und technischer Hilfe
- Rufbereitschaft, Alarmierung über Funkmeldeempfänger (FME) oder Digitale Meldeempfänger (DME)
- Ausrückezeit ca. 15 Minuten
- Unterstellung bei der zuständigen Einsatzleitung (EL) und Einordnung in deren Einsatzstruktur
- Eingliederung in die taktische THW-Einheit (= Technischer Zug), sofern weitere THW-Kräfte angefordert und eingesetzt werden

## Beschreibung von Personal, Ausstattung und Ausbildung
Um einer sehr kurzfristigen Anforderung zu entsprechen, bildet jeder THW-OV aus seinem gesamten Einsatzpotential (in Zusatzfunktion) eine THW-SEG. Diese THW-Teileinheit repräsentiert eine einheitliche, einschätzbare „Grundleistung“ in technischer Hilfe, die von jedem THW-Ortsverband (OV) bundesweit flächendeckend geleistet werden kann.
Diese besteht aus einer kleinen aber leistungsfähigen Mannschaft, bestehend aus einem erfahrenen Gruppenführer und grundsätzlich 5 voll ausgebildeten Helfern mit Funktionsausbildung z. B. zum Atemschutzgeräteträger, Sanitätshelfer, Kraftfahrer, Maschinist usw.
Ferner werden die Helfer der THW-SEG durch besondere Ausbildung und Übung am Standort weitergehend qualifiziert.
Vorrangig wird die THW-SEG aus der 1. Bergungsgruppe (B 1) gebildet. Diese ist die universellste Gruppe im TZ. Das Personal und die Ausstattung des Gerätekraftwagen I (GKW I) sind auf die Bewältigung eines möglichst breiten Aufgabenspektrums ausgerichtet.

## Alarmierung
Für die THW-SEG-Helfer besteht ständige Rufbereitschaft. Sie sind mit FME/DME ausgestattet. Sie müssen kurzfristig die OV-Unterkunft erreichen können, um ein Ausrücken der THW-SEG innerhalb von ca. 15 Minuten gewährleisten zu können.
Die THW-SEG wird über die zuständige Leitstelle alarmiert, diese erteilt in diesem Zusammenhang den ersten Einsatzauftrag und überstellt die THW-SEG an die zuständige Einsatzleitung.
Das Verfahren und die Kompetenzen werden im Vorfeld, im Rahmen der Einsatzvorbereitung
mit dem Bedarfsträger und Betreiber der Leitstelle abgestimmt und festgelegt.

## Führungs- und Einsatzgrundsätze für THW-SEG
Im Rahmen der Unterstellung ist der Gruppenführer der THW-SEG:
- der EL gegenüber verantwortliche THW-Führungskraft für die Erfüllung der übertragenen Aufträge,
- der vorläufige THW-Vertreter vor Ort, zur Beratung und Information der Einsatzleitung (EL) über weitere Unterstützungsmöglichkeiten des THW.

Werden weitere Einheiten/Teileinheiten des THW angefordert und eingesetzt, übermittelt er seine bis dahin gewonnenen Erkenntnisse an den Einheitsführer und unterstützt die Eingliederung in die Führungs- und Einsatzstruktur des Bedarfsträgers/der Einsatzleitung (EL).
Grundsätzlich gliedert sich die THW-SEG dann in die ursprüngliche Einheit, d. h. den Technischen Zug (TZ) ein.

## Abweichende Einheiten
Örtlich gibt es auch abweichende Einheiten, die als „Schnelleinsatzgruppe“ bezeichnet werden, so z. B. die Schnelleinsatzgruppe Beleuchtung.